# Szentendrei Ferences Gimnázium

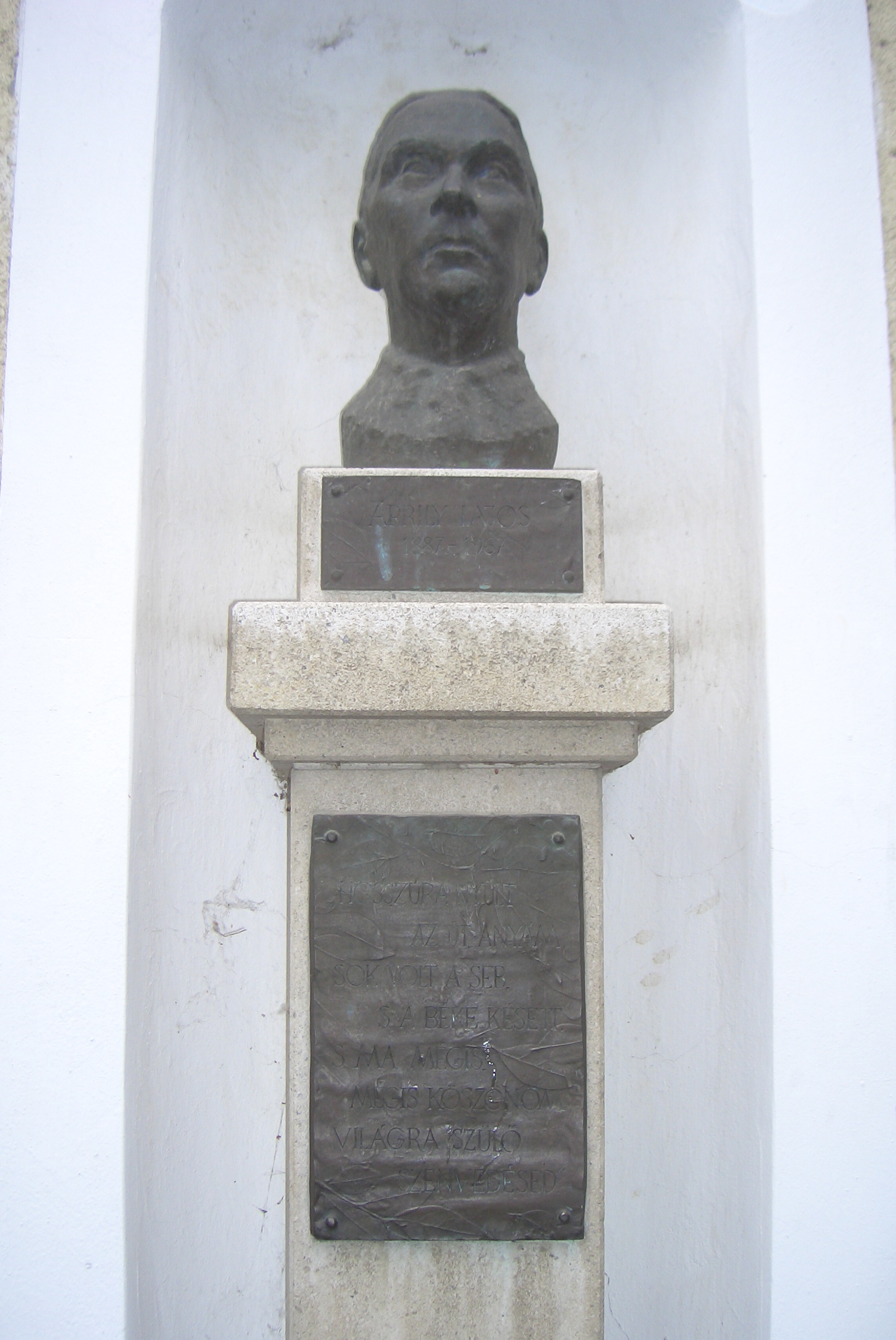
Áprily Lajos mellszobra a gimnázium falán

A szentendrei Ferences Gimnázium Szentendre, Áprily Lajos tér 2. szám alatt működik az 1950-es alapítása óta.

## Története

### Előtörténet
1950-ben váratlan fordulat érte a magyarországi Ferences Rendet. A június 12-ről 13-ára virradó éjszakán Siklós, Máriagyűd, Pécs, Mohács, Szeged kolostorait felriasztották a Belügyminisztérium emberei és ponyvás teherautókon internáló táborokba szállították a szerzeteseket, aztán a többi kolostort is lefoglalták. Három férfi- és egy női szerzetesrend maradhatott meg 70-re csökkentett létszámmal 2-2 gimnázium ellátására: a bencések, a piaristák, a ferencesek és a Miasszonyunk Szegedi Iskolanővérek. A Ferences Rend két magyarországi tartománya közül a kapisztránus provincia vezetői vállalták a feladatot, de ott álltak koldusként, mivel tanítással abban a században már nem foglalkoztak, nem volt iskolájuk. Megkapták az addig a másik ferences rendtartomány, a mariánusok által fenntartott esztergomi gimnáziumot és a szentendrei volt egyházközségi gimnáziumot, amely egy rozzant épületben, a volt csendőrlaktanyában működött.

### A kezdetek
1950-ben a rend dr. Nagy Konstantint bízta meg az igazgatói teendők ellátásával. Pedagógiai végzettsége nem, de jogi végzettsége volt, ez és jó diplomáciai érzéke tették erre a posztra alkalmassá. A tanári kar - nem lévén ferences tanár - a különböző szerzetesrendekből állt össze.
1955-ben igazgatóváltásra került sor, P. (pater=atya) Nagy Konstantin visszament lelkipásztori szolgálatba, helyére P. Sebestyén Szaniszló került, akinek 20 éves igazgatósága alatt megerősödött és fejlődésnek indult az intézmény.
1954-ben tanítani kezdtek azok a fiatal ferences tanárok, akik 1950-től 1954-ig megszerezték a tanári diplomát: Töhötöm, Vid, Gilbert, Elek és Konrád atyák. Majd évenként újra egy-egy tanár: György, Flórián, Ányos, Ferenc atya. 1956-ban Odiló atya sapka- iskola és kitűzőjelvényt tervezett: kék mezőben Assisi Szent Ferenc tenyeréből a Nap felé szálló pacsirta. Máig is ez iskola jelvénye.
A kor szelleme a pacsirtát az iskola jelvényén fehér galambbá (békegalambbá) változtatta, azonban a diákebédlőben elhelyezett címer az eredeti Odiló atya-féle mintát követi.

### Az építkezések

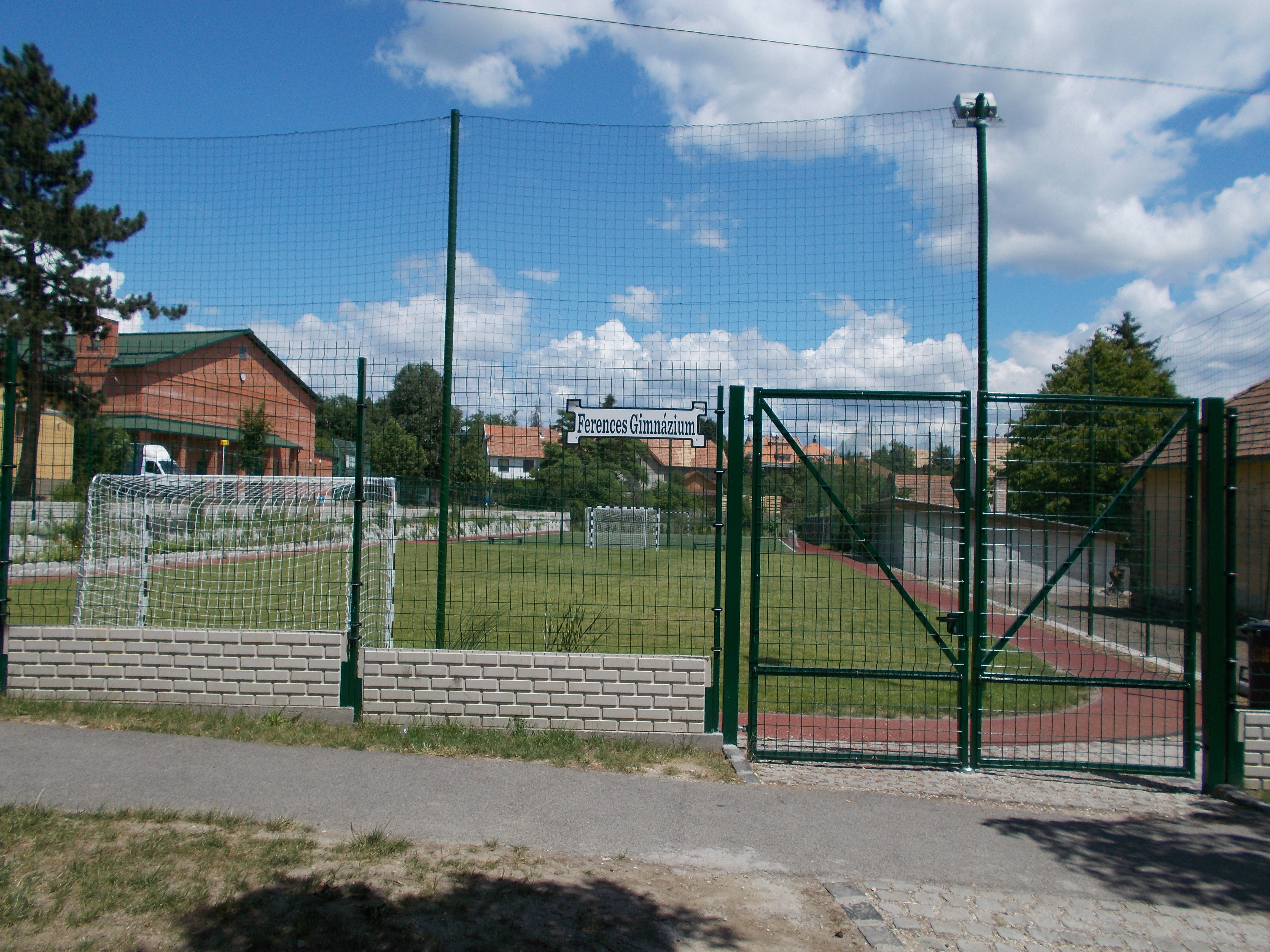
Sportpálya

1963-ban P. Váradi Béla tartományfőnök meg tudta szerezni az Állami Egyházügyi Hivatal (ÁEH) jóváhagyását egy tornaterem és két tanterem építésére. A tervező Dragonits Tamás azonban a két tanterem fölé még két tantermet tervezett és meg is építették. A következő években a régi épület felújítása következett. A 70-es években átmenetileg csökkent, majd újra nőtt a jelentkező diákok száma. 1982-ben az igazgató P. Hegedüs Kolos az ÁEH-nál kitartóan kilincselve újabb építési engedélyt kapott. Ez alkalommal nagyszabású átépítés és bővítés következhetett, mely 1990-ig tartott. Költségeit külföldi segélyekből fedezték. Sok mesterember és diák segített ebben a munkában az építés szervezését és ugyancsak sok fizikai munkát vállaló Ányos atyának.
1987-ben, Áprily Lajos születésének 100. évfordulóján a gimnázium melletti teret a költőről nevezték el. Az iskola falán felavatták a költő mellszobrát, melyet leánya, Jékely Márta készített.
Ekkor került kialakításra a kápolna, melynek titulusa Szent Ferenc atyánk stigmatizációja (ünnepe: szeptember 17.). Az oltár freskója P. Kákonyi Asztrik OFM festőművész alkotása.
A keresztúti stációk Páljános Ervin alkotásai. A kétmanuálos orgonát a Pécsi Orgonaépítő Manufaktúra mesterei készítették, 1995 óta szolgálja az iskola közösségét.
Elkészült a tanári szoba felett egy hatszobás kolostori tetőtérbeépítéssel, ez 1993 óta ferences szerzetesi közösség otthona. 2015-ben négy szerzetes lakik itt.
1995-re készült el az iskola új szárnya, mely az egykori udvari tanterem és a kert helyén épült fel. Kilenc új tanterem, egy szertár, valamint kiszolgáló helységek épültek. A tornacsarnok büszkeségünk lett, modern öltözőkkel, és konditeremmel. A tetőtérben került még kialakításra öt nyelvi terem, a rajzterem és egy számítástechnikai terem.
Az iskola egykori területén épült ÁB Generali fiók épülete 1999-től az iskolát szolgálja, könyvtárként, médiateremként használjuk. 
A mellette levő telken épült családi ház átalakításával alkotóház épült, a használatbavételi engedély kiadása folyamatban van.
Két sportpálya is készült. Az egyik az alkotóház és az iskola épülete közötti területen, kisebb méretű, gumitéglás pálya 2011-ben készült el. A másik az Áprily Lajos tér 3. szám alatt 2014-ben átadott sportpálya, melyen egy füves focipálya, egy műfüves focipálya és egy futópálya kapott helyet.
2014 decemberétől felújítási munkák folynak, nyílászárók cseréjére kerül sor.

## Kapcsolatok
- Pázmány Péter Magyar Tanítási Nyelvű Gimnázium (Érsekújvár, Szlovákia)
- Fulda Rabanus Maurus Domgymnasium (Fulda, Németország)
- Polo Liceale Mazzatitnti (Gubbio, Olaszország)
- Dévai Szent Ferenc Alapítvány (Déva)
- Rákóczi Szövetség (helyi szervezetként)[2]

## Nevezetes öregdiákok
- Ágoston Miklós (1951-ben érettségizett)
- Andorka Péter (2005-ben érettségizett)
- Andréka Domonkos
- Barnás Ferenc
- Beke Kata
- Demjén Gyöngyvér (1958-ban érettségizett)
- Erdélyi Balázs (1968-ban érettségizett)
- Gyürk András (1991-ben érettségizett)
- Ijjas Tamás (1997-ben érettségizett)
- Kékkői Zoltán
- Lakner Zoltán (1971-ben érettségizett)
- Pajor András (1968-ban érettségizett)
- Saphier Beatrix (1976-ban érettségizett)
- Schiffer Miklós (1982-ben érettségizett)
- Tóth Csilla

## Versenyek
- Arany Dániel Matematika Verseny
- Bolyai anyanyelvi csapatverseny
- Bolyai matematikai csapatverseny
- Diákolimpia
- ECL Országos Nyelvi Verseny
- Európai Parlament Modell (MEP)
- Ifjúsági Tudományos és Innovációs Verseny
- Katolikus Középiskolák Matematika Versenye
- Madách-szónokverseny
- Nemes Tihamér Országos informatika, programozó verseny
- Nemzetközi Informatikai Diákolimpia (IOI) országos válogató
- Nemzetközi Junior Informatikai Programozó Diákolimpia
- Országos középiskolai tanulmányi versenyek (OKTV)
- Prohászka kupa Budakeszi
- Zrínyi Ilona Matematika Verseny

## Külső hivatkozások
- Az iskola honlapja Archiválva 2007. december 6-i dátummal a Wayback Machine-ben
- A magyarországi Ferences Rend honlapja
- Az iskola jelenlegi honlapja